# Muhammed Yutaev
Muhammed Yutaev (em checheno: Ютаев Мохьмад) ou Magomed Yutaev (em russo: Магомед Ютаев), nascido em 1980 em Chalaji e falecido em 1999, foi um militar checheno que participou da Primeira e da Segunda guerra da Chechênia durante sua adolescência.

## Biografia
No início de 1995, ele se alistou voluntariamente na milícia popular da República da Chechênia de Ichkeria para defender o território contra a invasão russa, que havia começado em dezembro de 1994.
Em junho de 1995, foi selecionado para participar do ataque de Shamil Basayev a Budyonnovsk, um evento que representou o ponto de virada da guerra a favor dos independentistas chechenos. 
No dia 21 de maio de 1996, ele concedeu uma entrevista a um enviado da emissora presidencial chechena, o que ajudou a torná-lo conhecido nacionalmente.
Em agosto de 1996, ele esteve envolvido na Batalha de Grozny, em Agosto do mesmo ano, também conhecida como operação Djihad, que permitiu aos separatistas libertar parcialmente a capital, Grozny, e, assim, conquistar a vitória na primeira guerra da Chechênia.
No final de 1999, ele foi capturado pelas forças russas no início da segunda guerra da Chechênia. Provavelmente morto devido às torturas sofridas nas prisões russas, ele é considerado um mártir pelos separatistas chechenos.
No entanto, como seu corpo nunca foi encontrado, existem rumores sobre sua possível sobrevivência. 
1. ↑  Foxall, Andrew (3 de outubro de 2014). Ethnic Relations in Post-Soviet Russia: Russians and Non-Russians in the North Caucasus (em inglês). [S.l.]: Routledge
2. ↑  Marsho (4 de outubro de 2016). «Памяти юного Героя Ичкерии Магомеда Ютаева, (Малыш). (ВИДЕО)». Chechenews (em russo). Consultado em 3 de março de 2025

https://www.youtube.com/watch?v=-xDsAmhLRo0